# ليال نجيب
ليال نجيب (توفت في 23 يوليو عام 2006) هي مصورة صحفية لجريدة الجرس وأول صحفية تٌقتل في أحداث الحرب الأهلية اللبنانية. كانت من ضمن عدد من السيدات الاتي عرفوا نفسهم كنصورين حرب مثل ريما مكتبي ونجوى قاسم. ليال واحدة من ضمن سبعة صحفيين قتلوا خلال الحرب اللبانية الأهلية في 1990. أعقت قتل ليال قتل الصحفية أطوار بهجت والتي قٌتلت أثناء حرب العراق.

## خلفية عامة
حرب لبنان عام 2006 كانت نقطة تحول في للصحفيات حيث استطاعن تغطية الحرب في الصفوف الأمامية مثلهن مثل الرجال. الصحفيات في ذلك الوقت شهدن الحرب أو مارسن الصحافة خلال الحرب الأهلية اللبنانية (1975-1990) لكن وكلات الأخبار لم تساعدهم بأية تدريب. مقتل ليال ومهنتها كمصورة صحفية دائمًا ما يتم ذكرهم كمصورة صحفية ناجحة هي وريما مكتبي ونجوى قاسم والاتي كن صحفيين تلفيزيون أمام الكاميرا.

## حياتها
كانت ليال نجيب من مدينة طرابلس. عملت في مجلة الجرس لثلاث سنوات ولكنها كانت مصورة صحفية لمدة عام وثمانية أشهر. قبل عملها في الجرس كانت ليال مصورة محلية حرة. وكانت مصورة صحفية حرة لوكالة فرانس برس كانت حرب 2006 هي أول فرصة ليال ومثليتها من الصحفيات لتغطية بيئة قتالية. ليال كانت تغطي القصف الإسرائيلي بجنوب لينان لجريدة الجرس وقت مقتلها.

## مقتلها
كانت ليال في طريقها إلى منطقة الصدقيين لتصوير وعمل لقاءات مع السكان الذين فروا من القصف الأسرائيلي. أولئك الذين قادوا نفس الطريق الرئيسي الذي تم قصفه، العديد العقبات التي تسد الطريق والسيارات التي تناثرت على أنحاء الطريق، وكتم كل المتاح هو مجرد طرق بديلة.الجيش الإسرائيلي يوم 23 يوليو 2006 قتلوا ليال عندما أصابها شظية من شظايا القصف على سيارة الأجرة التي كانت تستقلها لتنقل بين مدينين الصدقيين وقنا والتي بجانب طرابلس. سائق التاكسي الذي قادها من بيروت قد نجا، وقال ان الصليب الأحمر أخذ جثتها إلى المشفى.

## أحداث الحرب
أن حرب لبنان 2006 ما هي إلا 33 يومًا من حرب بين أسرائيل ولبنان بدأت بعد أن قامت الجماعة الشيعية اللبنانية حزب الله بشن غارة عبر الحدود. السكان في المناطق الجنوبية كانوا يفرون من المدن والقرى هربًا من القصف. انخفض عدد القاطنين في طرابلس إلى 20 في المئة بينما فر معظم السكان. وفي الفترة التي قٌتلت فيها ليال، كانت القوات الأسرائيلية تقوم بقصف السيارات بشكل عشوائي كما افاد الذين تمت مهاجمتهم بينما كانوا يقودون على طريق جنوب لبنان طلبًا للفرار. وطبقًا لتقرير واشنطون بوست الأمريكية أمرت القوات الأسرائلية سكان مدينة طيرة بأخلاء المدينة ومن ثم قامت بقصف حافلة بيضاء صغيرة كانت تٌقل الفارين وقتلت سبعة ركاب من أصل تسعة عشر. أفادت هيومن رايتس ووتش أنه قد تم قصف أيضَا سيارات الإسعاف التي يجب أن لا تكون مستهدفه أثناء القتال. وبالرغم أن حزب المحافظين أزعموا أن هذا الهجوم صدفة إلا أن هيومن رايتس ووتش أكدت الهجوم وأصدرت تقريرًا بذلك.

## تـاثيرات الحرب
قام المعهد الدولي للصحافه بعمل مقابلات صحفية لأعضاء الصحافة اللبنانية في ديسمبر 2006 واستنتجوا أن الصحفيين كان لديهم «خوف على حياتهم الشخصية» كنتيجه لأأعمال العنف التي حدثت واغتيال رئيس الوزراء رفيق الحريري في 14 فبراير عام 2005 والعنف ضدد وسائل الإعلام التي بلغت ذروتها في الحرب. ويصف التقرير بيئة إعلامية متزعزة الأستقرار. وسائل الإعلام كانت ايضَا مستهدفه من القوات الأسرائيلية. اعترض الاتحاد الدولي للصحفيين بعد الهجوم السادس على الصحفيين. أول صحفي قٌتل في حرب 2006 كان سليمان شدياق في 22 يوليو 2006 عندما قصفت القوات الإسرائلية منشأة انتقال المؤسسة اللبنانية للإرسال شمال بيروت. وبعد مقتل ليال بأربعة سنوات، كان التالي هو الصحفي عساف أبو رحال الذي يٌقتل على يد الجيش الإسرائيلي على طول الحدود الإسرائيلية- اللبنانية الجنوبية.

## ردود الأفعال
كوشيرو ماتسوؤرا المدير العام لليونسكو أصدر بيانًا عقب مقتل ليال وسليمان، قائلًا فيه«في ظل الصراع العنيف لابد على جميع الأطراف أحترام أهمية دور الأعلام في تمكين الجهور لأخذ قرارت سليمة والعمل من أجل السلام والديموقراطية. الدول المحاربة لا يمكنها أن تضع الأعلاميين ووسائل الإعلام على أنهم أهداف عسكرية. وفي وقت اشتداد الأزمة في المنطقة، والمئات من القتلى المدنيين، فإن شجاعة الصحفين التي تجعلنا على دراية بالاحداث تستحق التقدير». كتب الاتحاد الدولي للصحفيين رساله لرئيس قوات الدفاع الأسرائيلية، مطالبًا فيه بعمل تحقيق موسع لحوداث قتل الصحفيين. قال الأمين العام لالاتحاد الدولي للصحفيين ايدان وايت: «من المؤكد ان لدينا أجوبة عن هذه الحوادث وإلا فسوف تستمر هذه الانتهاكات ولن تتوقف. يجب على السلطات الأسرائيلية أن توضح للقادة العسكريين أن الصحفيين غير مجندين ووسائل الأعلام ليست وسائل مقاتلة. ولا يجب أن يتم قصفهم.» لقى البيان استجابة حادة من الفرع الوطني الاتحاد الدولي للصحفيين في إسرائيل عحيث قام زعيم الأتحاد الوطني الأسرائيلي «تعليق» العلاقة مع الاتحاد الدولي للصحفيين قائًلا أنهم منحازين ضد إسرائيل. استمرت المنظمات الدولية بالضعط على إسرائيل بشأن الست هجمات، من ضمنهم اثنين قتلى، تم حسبهم ضد وسائل الاعلام. قالت منظمة مراسلون بلا حدود: لقد أصابنا الهلع عندما علمنا أن الجيش الأسرائيلي بالكاد ياخذ القليل جدَا من الاحتياطات لتفادي قتل أو الأصابات في المدنيين خصوصَا الصحفيين. فنحن نطالب إسرائيل بعمل تحقيق موسع حول قتل الصحفية ليال. ونحن لن نكون راضيين عن الرد المعتاد أن تلك الأهداف كانت أهداف عسكرية مثل حزب الله.

قال جويل سمويل، المدير التفيذي للجنة حماية الصحفيين: نحن غاية في القلق حول مقتل زملائنا ليال وسليمان. أن القصف الجوي للإسرائيل على لبنان سبب العديد من المصاعب الهائله للمدنيين، من ضمنهم الصحفيين الذين يغطون الأزمات الإنسانية. فقد أصابنا القلق عندما شاهدنا القصف الجوي من خلال البث التليفزيوني وومرافق الاتصالات السلكية واللاسلكية. وهذه الهجمات بالفعل أفقدت فني تليفزيون حياته وأصابت واحدًا اخر. نحن لم نرى ان هذه المنافذ الاعلامية تهخدم أيًا من الخهتين، لذلك فنحن ندعو إسرائيل إلى التوقف عن استهداف المرافق الإعلامية اللبناتية على الفور.

## الجوائز
- منحت وكالات الأنباء العربية ليال جائزة أفضل صورة في عام 2006.[9]